# سیارک ۵۴۰۶
سیارک ۵۴۰۶ (به انگلیسی: 5406 Jonjoseph، نامگذاری:1991PH11) پنج هزار و چهارصد و ششمین سیارک کشف شده‌است که در ۹ اوت ۱۹۹۱ کشف شد.
قدر مطلق سیارک برابر ۱۲٫۰۰ است.